# Зиль, Виталий
Вита́лий Зиль (латыш. Vitālijs Ziļs; 19 августа 1987, Рига) — латвийский футболист, нападающий.

## Карьера
Занимался футболом с третьего класса, воспитанник юношеских команд рижского «Сконто». С 2005 года выступал на взрослом уровне в первой лиге Латвии за «Сконто-2» и «Олимп», в составе последнего стал победителем первой лиги 2006 года. В 2007 году в составе «Олимпа» дебютировал в высшей лиге, а 29 апреля 2007 года в игре против «Вентспилса» забил свой первый гол в высшей лиге. Проведя в «Олимпе» три сезона, перешёл в «Юрмалу», в её составе играл полсезона в первой лиге.
Летом 2009 года впервые перешёл в заграничный клуб — польский «Вигры» из второй лиги, в его составе сыграл 12 матчей и забил четыре гола.
Вернувшись в Латвию, в апреле 2010 года сыграл один матч за «Даугаву» из Даугавпилса, после чего почти два года не выступал на профессиональном уровне. В этот период играл за «Никарс» в соревнованиях по мини-футболу. В 2012 году вернулся в большой футбол и в течение трёх сезонов играл в высшей лиге за рижскую «Даугаву».
В 2015 году перешёл в эстонский «Нарва-Транс», сыграл за сезон 34 матча, забил 13 голов и вошёл в десятку лучших бомбардиров чемпионата Эстонии. В первой половине следующего года выступал за «Калев» (Силламяэ), в его составе стал финалистом Кубка Эстонии.
В июле 2016 года перешёл в «Даугавпилс» и сыграл 10 матчей в чемпионате Латвии.
Играл в юношеских сборных Латвии. 5 сентября 2008 года сыграл единственный матч за молодёжную сборную Латвии, выйдя на замену вместо Ивана Лукьянова на 91-й минуте игры против сверстников из Сан-Марино.